# Clemente Solaro della Margarita
Il conte Clemente Solaro della Margarita (Mondovì, 21 novembre 1792 – Torino, 12 novembre 1869) è stato un politico italiano, suddito sabaudo e ministro degli esteri del Regno di Sardegna.

## Biografia

### I primi anni e gli studi
Secondo i ricordi tratti direttamente dal diario personale che teneva, cominciato nel 1807, fin dall'età di 7 anni, si accese in lui l'ostilità a ogni sovvertimento sociale e alla demagogia. La causa fu probabilmente l'ostilità tra la Francia repubblicana e l'Austria che, a cavallo del secolo, scombussolò il Piemonte mettendo in pericolo i privilegi dei ceti privilegiati, specie fuori dai centri abitati.
Dal 1803 al 1806 studiò a Siena nel collegio De Tolomei, gestito dai padri Scolopi famoso in tutta Italia. Lì conobbe quelli che diventeranno gli esponenti maggiori della corrente cattolico-conservatrice e che gli saranno utili negli anni della maturità. Egli ebbe modo di studiare latino, francese e italiano, ma fece pochi progressi in questo campo, soffrendo sovente il distacco da casa. Quando Napoleone costrinse con un editto tutti i piemontesi a tornare in patria, per lui come per altri 34 piemontesi fu una vera festa. Continuò gli studi a Torino sotto la guida dell'abate Ricordi e nell'autunno del 1809 fu in grado di entrare all'università. Nel 1812, il 4 luglio, si laureò sotto la guida dei migliori professori di allora. Nel suo diario scrisse: "Non mi saziavo di leggere, specialmente mi attraevano le tragedie di Alfieri".
In quegli anni, in opposizione alla dominazione francese, alla politica religiosa dell'Impero napoleonico, alla prigionia del Papa, alle continue guerre, dispiegò un'azione politica che lo portò a fondare nel 1812 la Società Italiana.
Questa società si sciolse dopo appena due anni, ma ebbe notorietà soprattutto perché suoi membri appartenevano alle famiglie più importanti dell'aristocrazia torinese, uniti nel desiderio di indipendenza e nel detestare le innovazioni portate da Napoleone.

### La restaurazione
Nel 1814 il Re torna a Torino, per lui scrive un opuscolo a stampa: Il giorno della liberazione, nel quale si trovano già gli orientamenti del suo pensiero.
Con la restaurazione del 1815 i nobili tornano agli impieghi nella pubblica amministrazione, Solaro della Margarita entra in diplomazia con l'appoggio dell'Amicizia Cattolica.
A 24 anni, nel 1816, entra definitivamente in diplomazia come segretario della legazione sarda a Napoli, dove era ministro della Real Corte Piemontese, il marchese Raimondo De Quesada di San Saturnino. Il 15 settembre ha inizio il suo viaggio verso Napoli, Firenze e Roma, città che lo esaltano e lo segneranno per sempre.
Alla corte di Napoli si trova bene, ci sono molti piemontesi e riprende i suoi studi. Tocca a lui redigere per conto del suo ministro il Rapporto sullo stato politico del regno delle due Sicilie e considerazioni su ciò che avvenne nei primi otto mesi che seguirono la caduta del sistema costituzionale introdotto dalla rivoluzione del luglio 1820.
In tale rapporto stigmatizzava l'operato del governo, la corruzione del clero, la mancanza di istruzione pubblica, e l'assenza di tutela dei cittadini da parte dello stato. Nel 1824 sposa la figlia del ministro del Piemonte a Napoli, Carolina De Quesada di San Saturnino e da questo matrimonio nacquero 4 figlie: Eleonora, Giulia, Maria, Filomena e un figlio, Carlo Alberto.
Nel 1826 fu nominato incaricato d'affari alla corte di Madrid dove si distinse nella sua intransigenza nel far rispettare i diritti di successione della Casa Savoia al trono di Spagna. Tale atteggiamento lo portò a intromettersi nella vicende della Prima guerra carlista, in merito alla quale convinse il re Carlo Alberto a parteggiare per il reazionario Don Carlos contro la legittima sovrana Maria Cristina. La sua posizione divenne pertanto insostenibile a Madrid, così dovette chiedere di essere sostituito dall'incaricato d'affari Valentino di San Martino.
All'inizio del 1835, in riconoscimento della sua fedeltà ai principi autoritari e antiliberali del re, fu nominato ministro plenipotenziario alla corte di Vienna, la più importante d'Europa, e nello stesso anno il 21 marzo fu nominato Ministro degli Esteri del Piemonte.
Questa nomina non fu vista di buon occhio dalle due monarchie costituzionali di Francia e Inghilterra per via della forte vicinanza del conte al principio legittimista di cui Metternich era espressione. I sovrani costituzionali ebbero sempre avverso Solaro della Margarita, che l'ambasciatore sardo a Londra, Cesare Ambrogio San Martino d'Agliè, giudicava «poco equilibrato e propenso a farsi trascinare dai suoi personali sentimenti, salvo poi fare marcia indietro con incredibile impudenza».
Cattolico fervente, devoto al Papa e ai Gesuiti, amico dell'Austria e fermamente legato ai principi dell'autocrazia, si oppose a ogni tentativo d'innovazione politica e di conseguenza fu contestato dai liberali. Quando nel 1847 scoppiò la prima agitazione popolare in favore di riforme costituzionali, il Re si sentì obbligato a rinunciare ai suoi servizi, nonostante questi avesse condotto gli affari pubblici con abilità e prudenza evitando qualunque intromissione di Vienna negli affari interni del Piemonte.
Solaro della Margarita espose il suo credo e la sua politica come ministro a Carlo Alberto (dal febbraio 1835 all'ottobre 1847) nel suo Memorandum storico-politico, pubblicato il 10 marzo 1851 dall'editore Speirani e Tortoni di Torino. Un documento di grande interesse per lo studio delle condizioni del Piemonte e dell'Italia del tempo.
A integrazione del Memorandum l'anno successivo pubblicò un altro libro intitolato Avvedimenti politici destinato ai lettori colti e studiosi, dove tentò di dare una veste filosofica alla sua politica. Il risultato non fu giudicato da lui soddisfacente e si mise all'opera per dare una sistemazione definitiva al suo pensiero, ne venne fuori Le questioni di stato oggi quasi introvabile.

### Gli ultimi anni
Nel 1853 fu eletto deputato per San Quirico, ma continuò a guardare al suo mandato come se fosse derivato dall'autorità del re e non dalla volontà popolare. Come leader della Destra cattolica del parlamento si oppose radicalmente alla politica di Cavour, che alla fine avrebbe portato all'unità d'Italia. Al momento della proclamazione del Regno d'Italia si ritirò dalla vita pubblica, ma non rinunciò a manifestare il suo pensiero.
Nel 1860, pubblicò un opuscolo intitolato: Sulla annessione di alcuni Stati alla monarchia e sulla cessione della Savoia e di Nizza alla Francia.
È del 1863 la pubblicazione del libro L'uomo di stato, destinato agli studiosi di filosofia e politica e ancora nel 1864 scrisse lo Sguardo politico del Conte Clemente Solaro della Margarita, Ministro di Stato, sulla Convenzione Italo-Franca del 15 settembre 1864, edito sempre da Speirani e Tortoni di Torino.
Il giorno prima di morire, sentì da lontano un colpo di cannone, chiese di cosa si trattasse: gli fu risposto che era nato l'erede dei Savoia, il futuro Vittorio Emanuele III. "Sia lodato Iddio che è nato un Principe!", secondo quanto viene riportato dalle biografie scritte su di lui, furono le ultime sue parole. Morì il 12 novembre 1869.

## Immagine storica
Di lui, Indro Montanelli tracciò questo breve ritratto:
(Indro Montanelli, l'Italia del Risorgimento, p. 116)